# Klada (Zengg)
Klada falu Horvátországban, Lika-Zengg megyében. Közigazgatásilag Zengghez tartozik.

## Fekvése
Zengg központjától 23 km-re délre, a Velebit-hegység területén a 8-as számú Adria-parti főút mentén fekszik.

## Története
A település a 17. században keletkezett, amikor a török elől menekülő bunyevácok telepedtek le a zenggi uradalomhoz tartozó területen. Főként állattartással és halászattal foglalkoztak. 
A falunak 1857-ben 418, 1910-ben 477 lakosa volt. 1920-ig Lika-Korbava vármegye Zenggi járásához tartozott. Ezt követően előbb a Szerb–Horvát–Szlovén Királyság, majd Jugoszlávia része lett. Jugoszlávia felbomlása után 1991-ben a független Horvátország része lett. 2011-ben 39 lakosa volt. A település tengerparti része Donja Klada régi halászfalu, az utóbbi időben kedvelt üdülőhely. Lakói főként halászatból és a turizmusból élnek.

## Lakosság
| Lakosság változása | Lakosság változása | Lakosság változása | Lakosság változása | Lakosság változása | Lakosság változása | Lakosság változása | Lakosság változása | Lakosság változása | Lakosság változása | Lakosság változása | Lakosság változása | Lakosság változása | Lakosság változása | Lakosság változása | Lakosság változása |
| ------------------ | ------------------ | ------------------ | ------------------ | ------------------ | ------------------ | ------------------ | ------------------ | ------------------ | ------------------ | ------------------ | ------------------ | ------------------ | ------------------ | ------------------ | ------------------ |
| 1857               | 1869               | 1880               | 1890               | 1900               | 1910               | 1921               | 1931               | 1948               | 1953               | 1961               | 1971               | 1981               | 1991               | 2001               | 2011               |
| 418                | 527                | 473                | 453                | 500                | 477                | 419                | 381                | 307                | 200                | 141                | 79                 | 44                 | 49                 | 33                 | 39                 |

## Nevezetességei
- Donja Klada a nyári időszakban kedvelt tengerparti üdülőhely. Az egykori kis halászfalu egyre inkább turistatelep képét ölti.
- Gornja Kladáról a Zavižanra vezető úton nagyszerű kilátás nyílik a szemközti Goli és Rab szigetre.
- Separovača-barlang bronzkori régészeti lelőhely. Késő bronzkori és középkori cserépmaradványok és más leletek kerültek innen elő.
- A Velika Draga-öbölben ókori épületek maradványait tárták fel. Az öböl feletti magaslaton egykor prehisztorikus erődített település állt.